# 외할머니와 레슬링
"외할머니와 레슬링"(Grandma And Wrestling)은 한국에서 제작된 임형섭 감독의 2007년 드라마 영화이다. 하준호 등이 주연으로 출연하였고 이윤수 등이 제작에 참여하였다.

## 출연

### 주연
- 하준호
- 최청자

## 기타
- 녹음: 김광빈
- 미술: 최혜신